# Catamnesi
Catamnesi  (del grec kata, després de, i  mnasthai, acordar) és el terme emprat en medicina per referir-se a les dades obtingudes d'un pacient, després de la seva sortida de l'hospital o de la clínica que permeten estudiar l'evolució de la seva malaltia i establir un pronòstic. És, doncs, la història de vigilància dels pacients després que han estat donats d'alta del tractament o de l'hospital.